# 丁世貞
丁世贞，元末明初军事人物。
丁世贞原为文州守将，明军傅友德进攻文州时，丁据险力战，并导致汪兴祖战死。文州被攻破后，化装逃跑。后又起兵攻破文州，杀朱顯忠。明夏政权结束后，其又率众围困秦州，兵败后被部下杀死。